# Schuyler Enck
Schuyler Colfax Enck (Columbia, 25 gennaio 1900 – Harrisburg, 1º novembre 1970) è stato un mezzofondista statunitense, specializzato negli 800 metri piani.

## Palmarès

### Olimpiadi
- Bronzo a Parigi 1924 negli 800 metri piani.